# Vella Lovell
Vella Lovell, née le 13 septembre 1985, est une actrice américaine connue pour avoir joué le rôle de Heather Davis dans la dramédie Crazy Ex-Girlfriend, Khadija dans le film The Big Sick, Mikaela Shaw la sitcom Mr. Mayor ainsi que pour avoir doublé la voix de Mermista dans She-Ra, la princesse du pouvoir.

## Biographie
Dans une interview pour l'Academy of Television Arts and Sciences, Vella Lovell s'est décrite comme une femme noire, juive et européenne née à Riverside en Californie aux États-Unis d'une mère enseignante.
Elle est partie habiter au Nouveau-Mexique à l'âge de 5 ans avec sa mère et son beau-père où elle déclare y avoir ressenti une forme de communautarisme qui l'a inspirée dans sa vie artistique.
Vella Lovell a étudié à l'Interlochen Arts Camps et est ressortie diplômée de l'Interlochen Arts Academy avant d'aller étudier à Juilliard à New-York.

## Carrière
Ses premières performances incluent des rôles mineurs dans les séries Girls et Younger avant de recevoir une audition pour Crazy Ex-Girlfriend le mois suivant la fin de son cursus universitaire en 2015.
En 2017, elle obtient un rôle secondaire dans le film The Big Sick de Michael Showalter ainsi que dans le film Les Chroniques de Noël sur Netflix.
En 2018, elle double la voix de la princesse Mermista dans la série d'animation She-Ra, la princesse du pouvoir.
En 2021, elle est annoncée au casting de la sitcom de Tina Fey et Robert Carlock, Mr. Mayor, pour le réseau NBC.

## Filmographie

### Cinéma
- 2014 : Three Dates : Danielle
- 2015 : Bears Discover Fire : Infirmière
- 2015 : LFE : Anj
- 2017 : The Big Sick : Khadija
- 2017 : Le Mariage de mon ex (en) (Literally, Right Before Aaron) : Jen
- 2018 : All These Small Moments : Mademoiselle Tucker
- 2018 : Les Chroniques de Noël : Wendy
- 2019 : Speed of Life : Laura
- 2021 : A Clüsterfünke Christmas : Holly

### Télévision

#### Séries télévisées
- 2015 : OM City : Sarah
- 2015–2019 : Crazy Ex-Girlfriend : Heather Davis (44 épisodes)
- 2016 : Girls : Adele
- 2016 : Younger : Taylor
- 2017 : Flip The Script : Le responsable du développement
- 2018–2020 : She-Ra, la princesse du pouvoir : Princesse Mermista (voix, 19 épisodes)
- 2018 : Dollface : Alison S
- 2020 : Grace et Frankie : Nicole (6 épisodes)
- 2021–2022 : Mr. Mayor : Mikaela Shaw (18 épisodes)
- 2022 : As We See It : Salena (5 épisodes)

#### Téléfilms
- 2015 : LFE : Anj
- 2019  : Friends-In-Law
- 2020 : The Great Work Begins. Scenes from Angels in America : Harper

## Distinctions

### Nominations
- 2021 : Hollywood Critics Association TV Awards : Meilleure actrice dans un second rôle dans une série télévisée ou câblée, comédie, pour Mr. Mayor[2].